# João de Deus (entrenador)
João de Deus (n. Lisboa, Portugal; 6 de noviembre de 1976) es un entrenador de fútbol portugués. Actualmente es asistente técnico de Jorge Jesus en el Al-Hilal Saudi Football Club de la Liga Profesional Saudí.

## Trayectoria deportiva
Joao Carlos Pirés de Deus conocido en el mundillo futbolístico como Joao de Deus. Natural de Lisboa, este portugués de 33 años comenzó su andadura en los banquillos dirigiendo a la selección nacional de Cabo Verde.
En 2010 João de Deus sustituyó a José Diego Pastelero Corbacho en el banquillo de la AD Ceuta, el exjugador de la Liga lusa, dio el salto al fútbol español convencido en aplicar sus conocimientos y conseguir el ascenso con su nuevo equipo.
El técnico caballa estuvo acompañado en su comparecencia por Nicola Popovich y Marco Tabuas, que hicieron las funciones de segundo entrenador y preparador de porteros respectivamente.
Ese mismo año vuelve a Portugal para entrenar al Sporting Clube Farense (2010-2011) Atlético Clube de Portugal (2011-2012). Desde la temporada 2012 entrena a la União Desportiva Oliveirense.
En 2013 le llega la oportunidad de dirigir a un equipo de la Primera División de Portugal, el entrenador llega a un acuerdo para rescindir su contrato como técnico del União Desportiva Oliveirense (Segunda División) para firmar un vínculo de dos temporadas con el Gil Vicente Futebol Clube, donde sustituirá a Paulo Alves. 
En marzo de 2017, se confirma la contratación de Joao como nuevo técnico del Nacional de Madeira, sucediendo en el cargo a Pedrag Jokanovic, para luchar con el cuadro blanquinegro por la permanencia en la Primera División de Portugal.

## Trayectoria como entrenador
- 2008-2010: Selección de fútbol de Cabo Verde
- 2010: Asociación Deportiva Ceuta
- 2010-2011: Sporting Clube Farense
- 2011-2012: Atlético Clube de Portugal
- 2012-2013: União Desportiva Oliveirense
- 2013-2015: Gil Vicente Futebol Clube
- 2015-2016: Sporting de Portugal "B"
- 2017-: Clube Desportivo Nacional